# Platysoma ruptistriatum
Platysoma ruptistriatum är en skalbaggsart som beskrevs av Lewis 1904. Platysoma ruptistriatum ingår i släktet Platysoma och familjen stumpbaggar. Inga underarter finns listade i Catalogue of Life.